# Kirche Hl. Großmärtyrer Georg (Bingula)

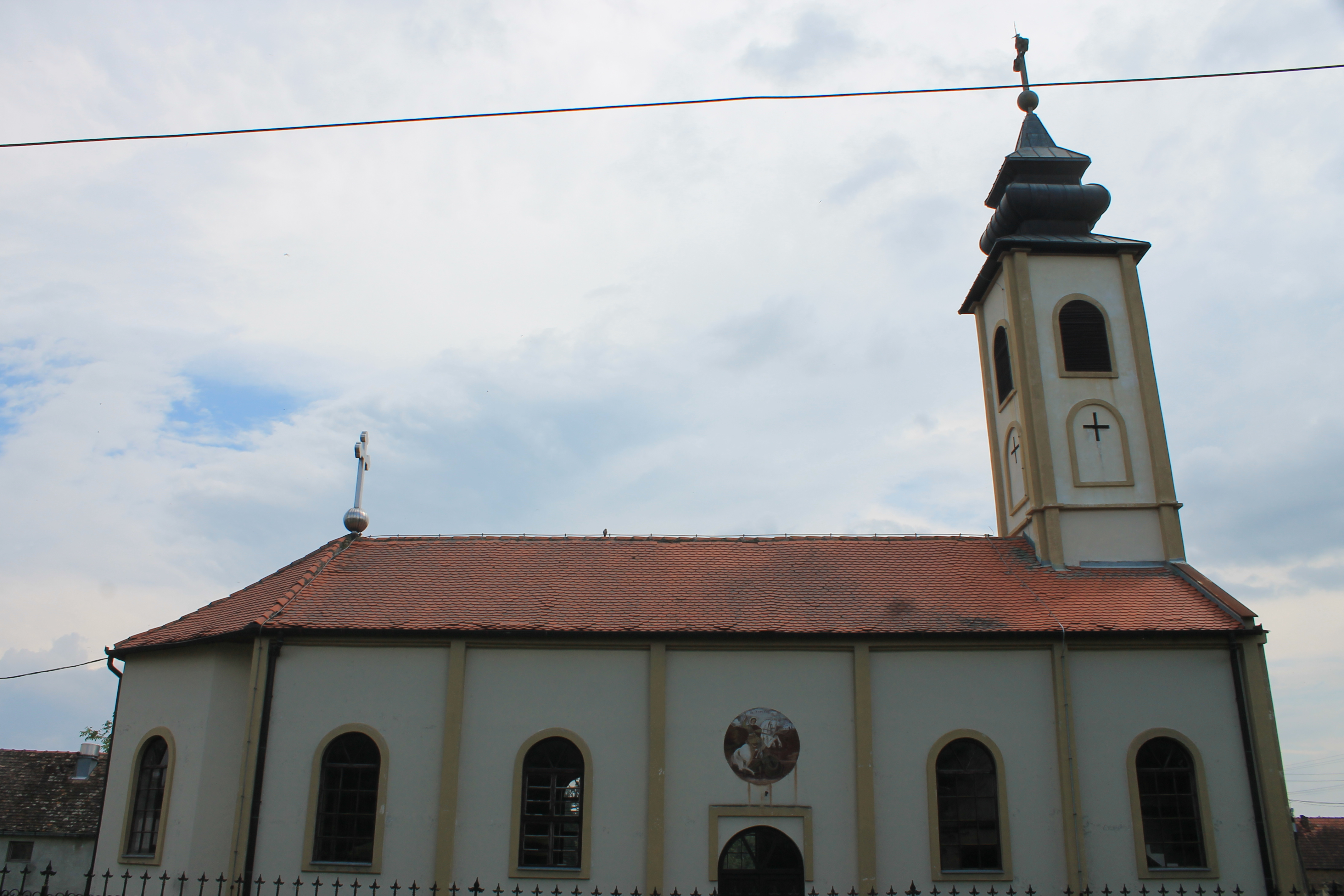
Die Kirche Hl. Georg in Bingula

Die Kirche Hl. Großmärtyrer Georg (serbisch: Црква Светог великомученика Георгија,  Crkva Svetog velikomučenika Georgija) im Dorf Bingula, ist eine serbisch-orthodoxe Kirche in der nordserbischen autonomen Provinz Vojvodina.
Das von 1990 bis 1993 erbaute Kirchengebäude ist dem Hl. Großmärtyrer Georg geweiht.
Die Pfarrkirche ist Sitz der Kirchengemeinde und Pfarrei Bingula im Dekanat Šid der Eparchie Srem der Serbisch-Orthodoxen Kirche.

## Lage

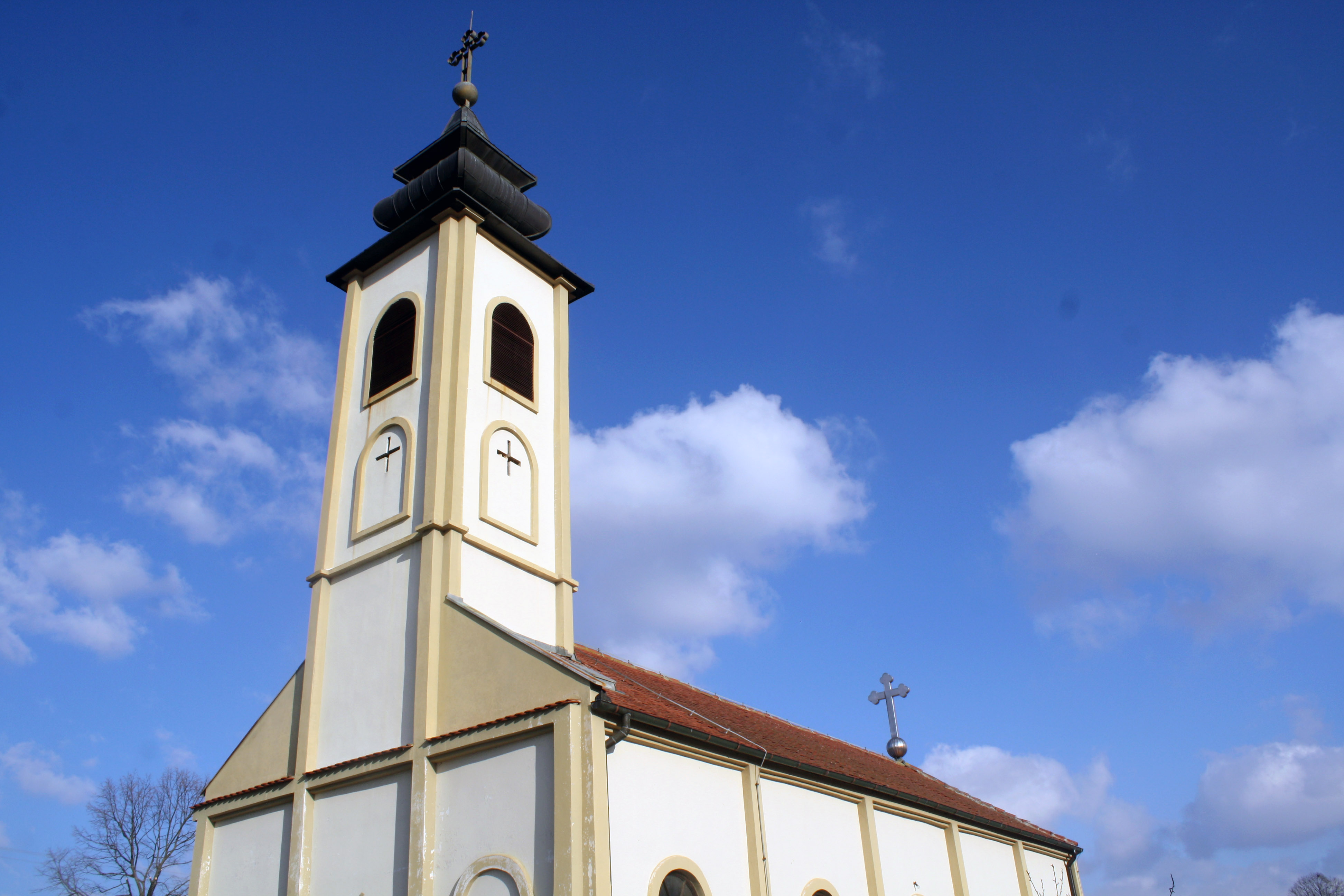
Blick auf den Kirchturm

Bingula gehört zur Opština Šid im Okrug Srem und zur geographischen Region Srem.
Die Georgskirche steht im Dorfzentrum, an der Hauptstraße des Dorfes, der Nušićeva ulica. Im umzäunten Kirchhof stehen neben der Kirche, auch das Pfarrhaus und ein Kriegerdenkmal.
Im ethnisch gemischten Dorf mit einer serbischen und slowakischen Mehrheitsbevölkerung, steht neben der Serbisch-orthodoxen Kirche auch eine slowakisch-evangelische Kirche.

## Geschichte
Das heutige Kirchengebäude ist die zweite bekannte serbisch-orthodoxe Kirche im Dorf. Vorher stand im Dorf die von 1732 bis 1752 erbaute alte Kirche Hl. Georg, diese wurde 1778 vom Bischof Partenije eingeweiht. Die alte Kirche wurde während des Zweiten Weltkrieges im Jahre 1944 zerstört.
Mit dem Bau der jetzigen Kirche wurde 1990 begonnen und 1993 wurde diese fertiggestellt. Im gleichen Jahr weihte der Bischof der Eparchie Srem, Vasilije Vadić, die Kirche Hl. Georg feierlich ein.
Die ältesten Kirchenbücher stammen aus dem Jahr 1857. Nach den Kriegszerstörungen begann man im Jahre 1949 mit der Weiterführung der Kirchenbücher.

## Architektur

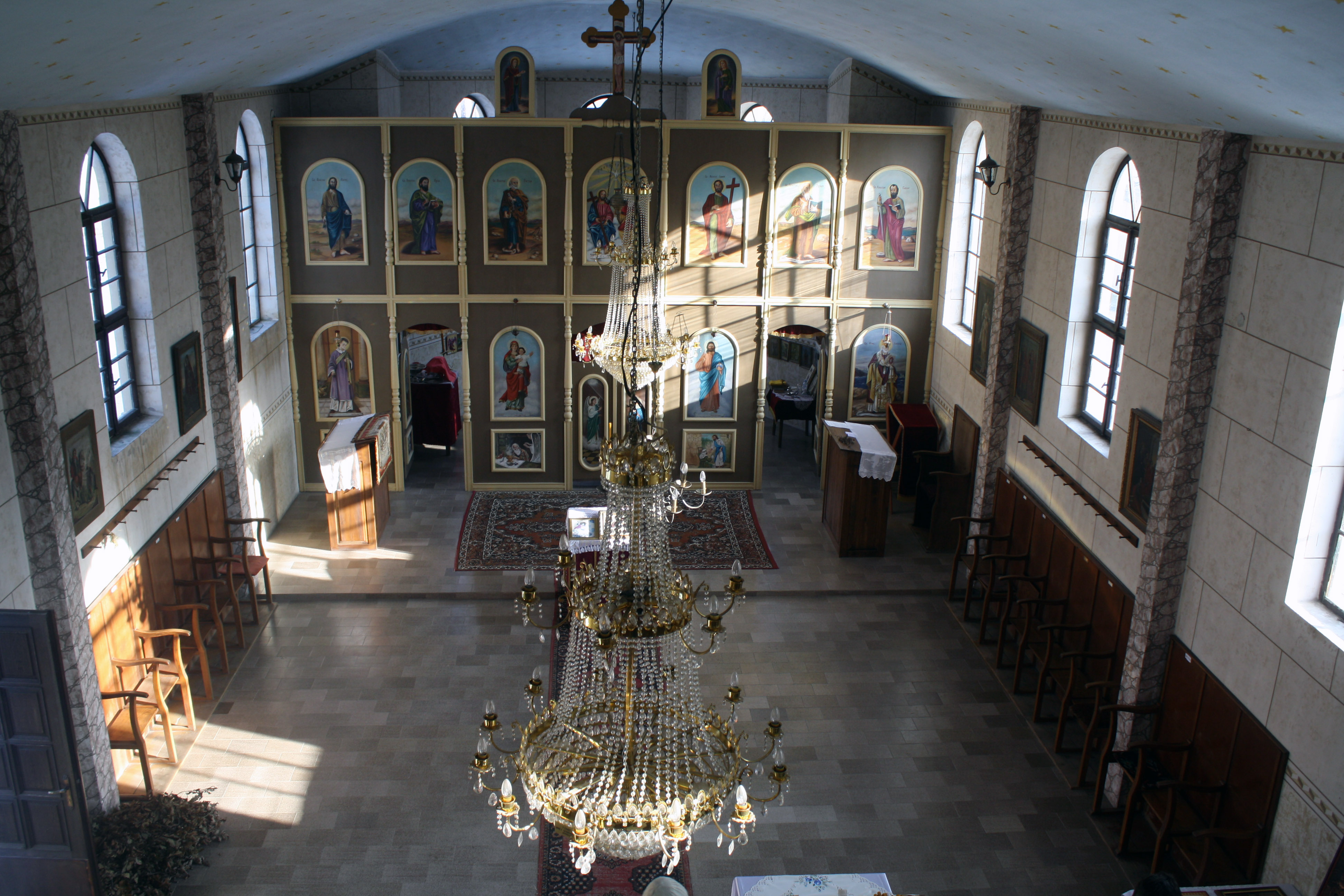
Blick auf die Ikonostase im Kircheninnenraum

Die schlichte einschiffige Saalkirche verfügt über eine von außen fünfeckige, jedoch im Inneren halbrunde Altar-Apsis im Osten und im Westen einen hohen Kirchturm mit mehrstufiger Zwiebelkuppel. Ihr äußerliches Erscheinen soll an die alte Kirche erinnern.
Die Kirche besitzt einen Eingang an der Westseite und einen Haupteingang an der Südseite über der sich eine Patronatsfreske des Hl. Großmärtyrer Georg befindet.
Sie besitzt typisch für Orthodoxe Kirchenbauten eine Ikonostase mitsamt Ikonen. Im Kircheninneren ist sie nicht mit Fresken bemalt, verfügt aber über andere dekorative Elemente wie z. B. ist das Gewölbe mit Sternen als Himmelszelt bemalt.